# 二次发售
二次发售，或再次资本发行（SEO），或资本增加，供股，是指一间已经上市的公司发行新股的行为。再次发行的股票中可能包含现有股东的股票出售，新发行股票，亦或者二者兼有。如果上市公司的二次发售符合监管部门的某些条件，则此次供股则可被称之为暂搁注册。